# Petalidium linifolium
Petalidium linifolium är en akantusväxtart som beskrevs av T. Anders.. Petalidium linifolium ingår i släktet Petalidium och familjen akantusväxter. Inga underarter finns listade i Catalogue of Life.